# Rockwood (Ontario)
Rockwood ist eine kanadische Ortschaft im Guelph/Eramosa Township in der Provinz Ontario. Der Ort ist durch Dreharbeiten des Filmes Agnes – Engel im Feuer bekannt geworden.

## Sehenswürdigkeiten
- Halton County Radial Railway Museum
- Eisenbahnmuseum
- Rockwood Academy
- Historisches Ausbildungsgebäude von 1800 verwendet für eine Film-Ausstellung
- Rockwood Conservation Area
- Kalktsteinminen